# Liste des longs métrages burkinabés proposés à l'Oscar du meilleur film international
Cet article présente la liste des longs métrages burkinabés proposés à l'Oscar du meilleur film international depuis 1989, lors de la 61e cérémonie des Oscars. Ainsi le Burkina Faso a proposé son premier long métrage pour concourir dans cette catégorie en 1989 lors de la 61e cérémonie des Oscars
L'Academy of Motion Picture Arts and Sciences (AMPAS) qui remet les Oscars du cinéma invite depuis 1957 les industries cinématographiques de tous les pays du monde à proposer le meilleur film de l'année pour concourir à l'Oscar du meilleur film en langue étrangère (autre que l'anglais). Le comité du prix supervise le processus et valide les films soumis. Par la suite, un vote à bulletin secret détermine les cinq nommés dans la catégorie, avant que le film lauréat ne soit élu par l'ensemble des membres de l'AMPAS, et que l'Oscar ne soit décerné lors de la cérémonie annuelle.

## Films proposés
| Année (Cérémonie) | Titre français | Titre original | Langue   | Réalisateur       | Résultat  |
| ----------------- | -------------- | -------------- | -------- | ----------------- | --------- |
| 1989 (61e)        | Yaaba          |                | moré     | Idrissa Ouedraogo | Non nommé |
| 2024 (96e)        | Sira           |                | français | Apolline Traoré   | Non nommé |